# Умаханов, Ильяс Магомед-Саламович
Илья́с Магомед-Сала́мович Умаха́нов (род. 27 марта 1957, Махачкала) — российский политик, заместитель председателя Совета Федерации (2010—2021), перешёл в Комитет Совета Федерации по науке, образованию и культуре в качестве первого зампреда.
Из-за вторжения России на Украину, находится под международными санкциями стран Евросоюза, США, Великобритании и других стран

## Биография
Родился 27 марта 1957 года в Махачкале. Сын Магомед-Салама Умаханова.
В 1979 году с отличием окончил МГИМО (специалист по международным отношениям со знанием иностранного языка). С 1979 года работал референтом второго европейского отдела МИД СССР. С 1981 по 1991 год — в аппарате ЦК ВЛКСМ. В 1987 году защитил в МГУ им. М. Ломоносова диссертацию на соискание учёной степени кандидата философских наук.
В начале 90-х был президентом АО «Центр международного сотрудничества», затем председателем совета директоров Российско-арабского университета.
В декабре 1993 года баллотировался в Госдуму по одномандатному округу. С 1994 по 1995 год возглавлял инвестиционно-промышленную корпорацию «Ирдаг» (Махачкала).
В 1995 году избран в Народное Собрание Дагестана. Возглавлял комитет по бюджету, финансам и налогам.
В марте 1998 года назначен вице-премьером Дагестана. Курировал экономику, религию и межнациональные отношения.
В апреле 1998 года в Махачкале возле служебной «Волги» Умаханова был взорван автомобиль. В результате взрыва Умаханов не пострадал. В марте 2000 года машина Умаханова была обстреляна из гранатомёта.
В 2001 году окончил Дагестанский государственный институт народного хозяйства (экономист).
С ноября 2001 года представляет Дагестан в Совете Федерации. В феврале 2010 года депутаты Народного собрания продлили срок полномочий Ильяса Умаханова в Совете Федерации.
С декабря 2010 по 17 марта 2021 года был вице-спикером Совета Федерации.
Возглавлял Временную комиссию Совета Федерации по мониторингу участия РФ во Всемирной торговой организации и Таможенном союзе.
Член Межведомственной комиссии РФ по делам Совета Европы, Общественного совета Северо-Кавказского федерального округа, Комиссии по вопросам религиозных объединений при Правительстве РФ. Уполномоченный по делам хаджа.
Член политической партии «Единая Россия».
Президент Российского комитета солидарности и сотрудничества с народами Азии и Африки.
Женат, имеет двух сыновей и дочь.

## Санкции
16 декабря 2022 года, на фоне вторжения России на Украину, включён в санкционный список стран Евросоюза, так как «поддерживал и реализовывал действия и политику, которые подрывают территориальную целостность, суверенитет и независимость Украины и еще больше дестабилизируют Украину», в частности за поддержку аннексии оккупированных территорий Украины.
30 сентября 2022 года внесён санкционный список Соединённых Штатов Америки «за аннексию Путиным регионов Украины» и одобрения закона о фейках. Государственный департамент отмечает что сенаторы «проголосовали за одобрение просьбы Путина о вводе войск в Украину, что послужило неоправданным предлогом для полномасштабного вторжения России в Украину».
По аналогичным причинам также находится в санкционных списках Великобритании, Канады, Швейцарии, Австралии, Украины и Новой Зеландии

## Награды
- Медаль «За трудовую доблесть» (1986)
- Орден Дружбы (21 января 2003) — за заслуги в укреплении законности, активную законотворческую деятельность и многолетнюю добросовестную работу[18]
- Орден Почёта (21 апреля 2008) — за активное участие в законотворческой деятельности и многолетнюю добросовестную работу[19]
- Почётная грамота Президента Российской Федерации (21 августа 2012) — за активную законотворческую деятельность и многолетнюю добросовестную работу[20]
- Орден «За заслуги перед Отечеством» IV степени (12 июня 2013) — за большой вклад в развитие парламентаризма и активную законотворческую деятельность[3][21]
- Орден Дружбы (26 августа 2013, Южная Осетия) — за большой личный вклад в развитие и укрепление отношений дружбы и сотрудничества между народами Республики Южная Осетия и Российской Федерации[22]
- Медаль Республики Крым «За доблестный труд» (26 октября 2015)[23]
- Медаль «МПА СНГ. 25 лет» (27 марта 2017, Межпарламентская ассамблея СНГ) — за заслуги в деле развития и укрепления парламентаризма, за вклад в развитие и совершенствование правовых основ функционирования Содружества Независимых Государств, укрепление международных связей и межпарламентского сотрудничества[24]
- Орден «Дружба» (27 марта 2017, Азербайджан) — за особые заслуги в развитии дружественных связей и сотрудничества между Азербайджанской Республикой и Российской Федерацией[25]
- Орден «Содружество» (27 марта 2017, Межпарламентская ассамблея СНГ) — за активное участие в деятельности Межпарламентской Ассамблеи и её органов, вклад в укрепление дружбы между народами государств — участников Содружества Независимых Государств[26]
- Почётная грамота правительства Российской Федерации (14 июля 2018) — за активное участие в законопроектной деятельности и развитии парламентаризма[27]
- Орден «За заслуги перед Отечеством» III степени (2018)
- Орден Почёта (21 августа 2018, Южная Осетия) — за вклад в развитие и укрепление дружественных отношений между народами и в связи с празднованием 10-й годовщины признания Российской Федерацией Республики Южная Осетия в качестве суверенного и независимого государства[28]
- Медаль Столыпина П.А. I степени (14 марта 2022) — за заслуги в законотворческой деятельности, направленной на решение стратегических задач социально-экономического развития страны[29]